# Stuart Price

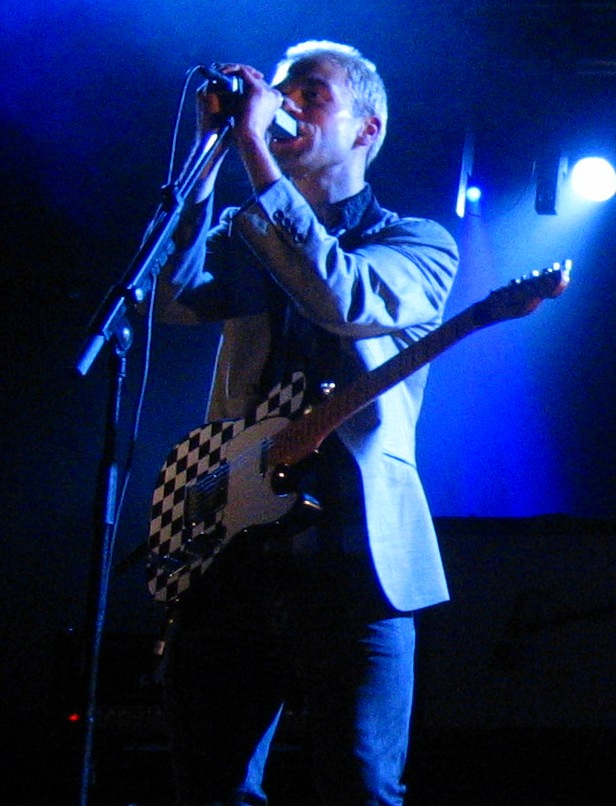
Stuart Price, 2008

Stuart Price (* 9. September 1977 in Paris) ist ein britischer Housemusiker und -produzent sowie Mitglied der Band Zoot Woman.

## Karriere
Price machte sich unter dem Pseudonym Jacques Lu Cont einen Namen als Remixer. Unter anderem arbeitete er für Madonna (Hollywood & Jump), Pet Shop Boys (Electric, Super, Hotspot), Depeche Mode (A Pain That I’m Used To), Gwen Stefani (What You Waiting For?), No Doubt (It’s My Life), Britney Spears (Breathe On Me), Goldfrapp (Twist), The Killers (Mr. Brightside) und Felix da Housecat (Silver Screen Shower Scene).
Unter dem Projektnamen Les Rythmes Digitales veröffentlichte Price 1996 mit 19 Jahren sein Debütalbum Liberation, das noch von Trip-Hop, Drum ’n’ Bass sowie vom Sampling klassischer Musik geprägt ist. Auf dem folgenden Alben Darkdancer vollzog er eine Wende zu einem tanzbareren Sound mit starken Anleihen beim Synthiepop der 1980er Jahre. Beim Titel Sometimes arbeitete er mit Nik Kershaw zusammen. Die Single Jacques Your Body (Make Me Sweat) erreichte bei der Erstveröffentlichung im Oktober 1999 zwar nur Platz 60 der britischen Charts, fand später aber in einem Werbespot für das französische Automodell Citroën C4 Verwendung und erreichte bei der Wiederveröffentlichung im August 2005 die Top Ten in Großbritannien.
Mit seiner erfolgreichen Band Zoot Woman spielt er Synthie-betonten Pop mit 80er-Reminiszenzen.
Einem breiteren Publikum bekannt wurde Stuart Price als Produzent des Ende 2005 erschienenen Madonna-Albums Confessions on a Dance Floor, das musikalisch stark an Disco und House orientiert ist, sowie deren Singles Hung Up und Sorry. Auch war Price als Produzent an Day & Age, dem dritten Album von The Killers, beteiligt.
Von Madonna bekam er den Spitznamen Thin White Duke, welchen er seitdem ebenfalls für Remixarbeiten benutzt. Beispielsweise für: Röyksopp (What Else Is There?) oder Coldplay (Talk, Viva La Vida). Ein weiteres, früheres Pseudonym ist Man With Guitar, unter dem Price den gleichnamigen minimalistischen Song Man With Guitar veröffentlichte.

## Diskografie
- Les Rythmes Digitales – Liberation (1996)
- Les Rythmes Digitales – Darkdancer (1999)
- Jacques Lu Cont – Blueprint (2000)
- Zoot Woman – Living In A Magazine (2001)
- Jacques Lu Cont – FabricLive.09 (2003)
- Zoot Woman – Zoot Woman (2003)
- Zoot Woman – Things Are What They Used To Be (2009)
- Tracques – Volume One (2013)
- Zoot Woman – Star Climbing (2014)

## Songwriting und Produktionen
- Zoot Woman
  - „It’s Automatic“ (A.Blake, J.Blake, S.Price)
  - „Living In A Magazine“ (A.Blake, J.Blake, S.Price)
  - „Information First“ (A.Blake, J.Blake, S.Price)
  - „Nobody Knows (Part One)“ (A.Blake, J.Blake, S.Price)
  - „Nobody Knows (Part Two)“ (A.Blake, J.Blake, S.Price)
  - „Jessie“ (A.Blake, J.Blake, S.Price)
  - „Chicago, Detroit, L.A.“ (A.Blake, J.Blake, S.Price)
  - „Losing Sight“ (A.Blake, J.Blake, S.Price)
  - „Holiday Home“ (A.Blake, J.Blake, S.Price)

vom Album Living In A Magazine (2001)
- - „Grey Day“ (A.Blake, J.Blake, S.Price)
  - „Taken It All“ (A.Blake, J.Blake, S.Price)
  - „Gem“ (A.Blake, J.Blake, S.Price)
  - „Hope In The Mirror“ (A.Blake, J.Blake, S.Price)
  - „Snow White“ (A.Blake, J.Blake, S.Price)
  - „Woman Wonder“ (A.Blake, J.Blake, S.Price)
  - „Calmer“ (A.Blake, J.Blake, S.Price)
  - „Useless Anyway“ (A.Blake, J.Blake, S.Price)
  - „Maybe Say“ (A.Blake, J.Blake, S.Price)
  - „Half Full Of Happiness“ (A.Blake, J.Blake, S.Price)

vom Album Zoot Woman (2003)
- Princess Superstar
  - „My Machine“ (C. Kirschner, Stuart Price)
  - „Artery“ (C. Kirschner, Stuart Price)

vom Album My Machine (2003)
- P. Diddy
  - „Let’s Get Ill“ (Sean „P. Diddy“ Combs, Kelis Rogers, Nellee Hooper, Stuart Price)

aus der Single Let’s Get Ill featuring Kelis (2003)
- Madonna
  - „X-Static Process“ (Madonna, Price)

vom Album American Life (2003)
- - „Hung Up“ (Madonna, Price, Andersson, Ulvaeus)
  - „Get Together“ (Madonna, Bagge, Åström, Price)
  - „Sorry“ (Madonna, Price)
  - „I Love New York“ (Madonna, Price)
  - „Let It Will Be“ (Madonna, Ahmadzaï, Price)
  - „Forbidden Love“ (Madonna, Price)
  - „Jump“ (Madonna, Henry, Price)
  - „Isaac“ (Madonna, Price)
  - „Push“ (Madonna, Price)
  - „History“ (Madonna, Price) B-side Bonustrack

vom Album Confessions on a Dance Floor (2005)
- Juliet
  - „Au“ (Richardson, Price)
  - „Avalon“ (Richardson, Price)
  - „Nu Taboo“ (Richardson, Price)
  - „Neverland“ (Richardson, Price)
  - „Puppet“ (Richardson, Price)
  - „On The Dancefloor“ (Richardson, Price)
  - „New Shoes“ (Richardson, Price)
  - „Would You Mind“ (Richardson, Price)
  - „Untied“ (Richardson, Price)
  - „Pot Of Gold“ (Richardson, Price)

vom Album Random Order (2005)
- New Order
  - „Jetstream“ (New Order, A. Lynch and Price)
  - „Guilt Is A Useless Emotion“ (New Order, Price)

vom Album Waiting for the Sirens’ Call (2005)
- Seal
  - „If It’s In My Mind, It’s On My Face“ (Seal, Eric Schermerhorn, Stuart Price)
  - „Just Like Before“ (Seal, Bill Bottrell, Stuart Price)
  - „Loaded“ (Seal, Eric Schermerhorn, Stuart Price)
  - „Wedding Day“ (Seal, Eric Schermerhorn, Stuart Price)
  - „Dumb“ (Seal, Christopher Bruce, Stuart Price)
  - „The Right Life“ (Seal, Stuart Price)

vom Album System (2007)
- Frankmusik
  - „3 Little Words“

vom Album 3 Little Words EP (2008)
- The Killers
  - „Leave the Bourbon on the Shelf“ (The Killers, Stuart Price)
  - „Sweet Talk“ (Flood, Alan Moulder, The Killers, Stuart Price)

vom Album Sawdust (2007)
- - „Don’t Shoot Me Santa“ (Flood, Alan Moulder, Stuart Price)

aus der Single Don’t Shoot Me Santa (2007)
- - „Losing Touch“
  - „Human“
  - „Spaceman“
  - „Joy Ride“
  - „A Dustland Fairytale“
  - „This Is Your Life“
  - „I Can’t Stay“
  - „Neon Tiger“
  - „The World We Live In“
  - „Good Night, Travel Well“
  - „A Crippling Blow“
  - „Tidal Wave“
  - „Forget About What I Said“

vom Album Day & Age (2008)
- - „Four Winds“

aus der Single Spaceman (2008)
- - „Joseph, Better You Than Me“

aus der Single Joseph, Better You Than Me (2008)
- - „¡Happy Birthday Guadalupe!“ (The Killers, Stuart Price)

aus der Single ¡Happy Birthday Guadalupe! (2009)
- - „Boots“ (Joe Chiccarelli, The Killers, Stuart Price)

aus der Single Boots (2010)
- - „The Cowboys’ Christmas Ball“ (The Killers, Stuart Price)

aus der Single The Cowboys’ Christmas Ball (2011)
- - „Miss Atomic Bomb“
  - „Carry Me Home“

vom Album Battle Born (2012)
- - „Just Another Girl“

vom Album Direct Hits (2013)
- Innerpartysystem
  - „Last Night in Brooklyn“ (Stuart Price, Mark Needham, Innerpartysystem)
  - „Structure“ (Stuart Price, Joel Hamilton, Innerpartysystem)
  - „Obsession“ (Stuart Price, Joel Hamilton, Innerpartysystem)
  - „New Poetry“ (Stuart Price, Mark Needham, Innerpartysystem)

vom Album Innerpartysystem (2008)
- Kylie Minogue
  - „All The Lovers“ (Kish Mauve, Price)
  - „Get Outta My Way“ (Cutfahter, Peter Wallevik, Daniel Davidsen, Damon Sharpe, Lucas Secon, Price)
  - „Put Your Hands Up (If You Feel Love)“ (Starsmith, Price)
  - „Closer“ (Price)
  - „Aphrodite“ (Nerina Pallot, Andy Chatterley, Price)
  - „Illusion“ (Price)
  - „Better Than Today“ (Nerina Pallot, Andy Chatterley, Price)
  - „Cupid Boy“ (Stuart Price, Sebastian Ingrosso, Magnus Lidehall)
  - „Looking For An Angel“ (Price)
  - „Can’t Beat The Feeling“ (Stuart Price, Pascal Gabriel, Borge Fjordheim)

Album: Aphrodite (2010)
- Pet Shop Boys
  - „Axis“
  - „Bolshy“
  - „Love Is A Bourgeois Construct“
  - „Fluorescent“
  - „Inside A Dream“
  - „The Last To Die“
  - „Shout In The Evening“
  - „Thursday (feat. Example)“
  - „Vocal“

Album: Electric (2013)
- Happiness
- The Pop Kids
- Twenty-something
- Groovy
- The dictator decides
- Pazzo!
- Inner sanctum
- Undertow
- Sad robot world
- Say it to me
- Burn
- Into thin air

Album: Super (2016)
- Will-o-the-wisp
- You are the one
- Happy people
- Dreamland (featuring Years & Years)
- Hoping for a miracle
- I don’t wanna
- Monkey business
- Only the dark
- Burning the heather
- Wedding in Berlin

Album: Hotspot (2020)

## Remixography
| Jahr | Künstler            | Lied                                                          | Länge |
| ---- | ------------------- | ------------------------------------------------------------- | ----- |
| 1998 | Bis                 | Eurodisco (Les Rythmes Digitales Remix)                       | 5:21  |
| 1998 | Placebo             | Pure Morning (Les Rythmes Digitales Remix)                    |       |
| 1999 | DeeJay Punk Roc     | My Beatbox (Les Rythmes Digitales ’As De Pique’)              | 6:26  |
| 1999 | Cassius             | Feeling for You (Les Rythmes Digitales Dreamix)               | 7:36  |
| 2000 | Beck                | Mixed Bizness (Nu Wave Dreamix By Les Rhythm Digitales)       | 4:18  |
| 2000 | Mirwais             | Naïve Song (Les Rythmes Digitales Remix)                      | 5:47  |
| 2001 | We In Music         | Now That Love Has Gone (LRD Mix)                              | 5:25  |
| 2002 | Electric Six        | Danger! High Voltage (Thin White Duke Remix)                  | 7:40  |
| 2002 | Felix Da Housecat   | Silver Screen Shower Scene (Thin White Duke Mix)              | 8:37  |
| 2002 | Mirwais             | Miss You (Thin White Duke Remix Edit)                         |       |
| 2002 | Mirwais             | Miss You (Thin White Duke Mix)                                |       |
| 2003 | Goldfrapp           | Twist (Jacques Lu Cont’s Conversion Perversion Dub)           |       |
| 2003 | Goldfrapp           | Twist (Jacques Lu Cont’s Conversion Perversion Mix)           | 6:48  |
| 2003 | Madonna             | Hollywood (Jacques Lu Cont’s Thin White Duck Mix)             | 7:09  |
| 2003 | Scissor Sisters     | Comfortably Numb (Paper Faces Mix)                            | 8:25  |
| 2004 | Scissor Sisters     | Laura (Paper Faces Remix)                                     | 7:49  |
| 2004 | Aloud               | Sex & Sun (Thin White Duke Remix)                             |       |
| 2004 | Britney Spears      | Breathe On Me (Jacques Lu Cont Mix)                           | 8:08  |
| 2004 | No Doubt            | It’s My Life (Jacques Lu Cont’s Thin White Duke Mix)          |       |
| 2004 | Starsailor          | Four to the Floor (Thin White Duke Mix)                       | 8:11  |
| 2004 | Gwen Stefani        | What You Waiting For? (Jacques Lu Cont’s Thin White Duke Dub) | 8:22  |
| 2004 | Gwen Stefani        | What You Waiting For? (Jacques Lu Cont’s Thin White Duke Mix) | 8:02  |
| 2005 | Depeche Mode        | A Pain That I’m Used To (Jacques Lu Cont Dub)                 | 8:00  |
| 2005 | Depeche Mode        | A Pain That I’m Used To (Jacques Lu Cont Remix)               | 7:51  |
| 2005 | Felix da Housecat   | Ready 2 Wear (Paper Faces Mix)                                | 7:31  |
| 2005 | Röyksopp            | What Else Is There? (Jacques Lu Cont Radio Mix)               | 3:52  |
| 2005 | Röyksopp            | What Else Is There? (Thin White Duke Mix)                     | 8:28  |
| 2005 | Britney Spears      | Breathe On Me (Jacques Lu Cont’s Thin White Duke Mix)         | 3:55  |
| 2005 | Madonna             | Hung Up (SDP Extended Dub)                                    | 7:56  |
| 2005 | Madonna             | Hung Up (SDP Extended Vocal)                                  | 7:57  |
| 2006 | Coldplay            | Talk (Thin White Duke Mix)                                    | 8:27  |
| 2006 | Madonna             | Let It Will Be (Paper Faces Vocal Edit)                       | 5:24  |
| 2006 | Madonna             | Let It Will Be (Paper Faces Mix)                              | 7:28  |
| 2006 | Madonna             | Sorry (Man With Guitar Mix)                                   | 7:23  |
| 2006 | Madonna             | Get Together (Jacques Lu Cont Mix)                            | 6:17  |
| 2006 | Madonna             | I Love New York (Thin White Duke Mix)                         | 7:42  |
| 2006 | Madonna             | Jump (Jacques Lu Cont Mix)                                    | 7:52  |
| 2006 | Armand Van Helden   | Sugar (Paper Faces Dub)                                       | 6:36  |
| 2006 | Armand Van Helden   | Sugar (Paper Faces Remix)                                     | 6:37  |
| 2006 | Texas               | What About Us (Jacques Lu Cont Edit Mix)                      | 4:22  |
| 2006 | Texas               | What About Us (Jacques Lu Cont Dub)                           | 7:08  |
| 2006 | Texas               | What About Us (Jacques Lu Cont Main Mix)                      | 7:34  |
| 2007 | Justice             | D.A.N.C.E (Stuart Price Remix)                                | 8:05  |
| 2007 | Kasabian            | Me Plus One (Jacques Lu Cont Dub)                             | 8:17  |
| 2007 | Kasabian            | Me Plus One (Jacques Lu Cont Mix)                             | 8:34  |
| 2007 | Seal                | Amazing (Thin White Duke Edit)                                | 3:27  |
| 2007 | Seal                | Amazing (Thin White Duke Main Mix)                            |       |
| 2007 | Seal                | Amazing (Thin White Duke Dub)                                 |       |
| 2008 | Madonna             | Miles Away (Thin White Duke Mix)                              | 6:09  |
| 2008 | Friendly Fires      | Jump in the Pool (Thin White Duke Remix)                      | 7:04  |
| 2008 | Frankmusik          | 3 Little Words (Paper Faces Remix)                            | 7:16  |
| 2008 | Coldplay            | Viva la Vida (Thin White Duke Mix)                            | 7:23  |
| 2009 | Depeche Mode        | Wrong (Thin White Duke Dub)                                   | 6:04  |
| 2009 | Starsailor          | Tell Me It’s Not Over (Stuart Price Mix)                      | 3:15  |
| 2009 | Starsailor          | Tell Me It’s Not Over (Thin White Duke Remix)                 | 5:27  |
| 2009 | Depeche Mode        | Wrong (Thin White Duke Remix)                                 | 7:41  |
| 2009 | Sneaky Sound System | It’s Not My Problem (Thin White Duke Remix Radio Edit)        | 3:41  |
| 2009 | Sneaky Sound System | It’s Not My Problem (Thin White Duke Remix)                   | 7:48  |
| 2009 | Lady Gaga           | Paparazzi (Stuart Price Remix)                                | 3:19  |
| 2009 | Felix da Housecat   | We All Wanna Be Prince (Paper Faces Remix)                    | 6:39  |
| 2009 | Muse                | Undisclosed Desires (Thin White Duke Remix)                   | 7:46  |
| 2009 | Royksopp            | This Must Be It (Thin White Duke Remix)                       | 7:05  |
| 2009 | Snow Patrol         | Just Say Yes (Thin White Duke Mix)                            | 7:27  |
| 2013 | Boys Noize          | Ich R U (Jacques Lu Cont Remix)                               | 4:36  |

- Chromeo
  - Needy Girl (Paper Faces Remix)
  - Needy Girl (Paper Faces Dub)

vom Album She’s in Control (2004)
- Coldplay
  - Viva la Vida (Thin White Duke Dub)

wie auf den Konzerten der Viva la Vida Tour gespielt
- Cornershop
  - Sleep On The Left Side (Les Rythmes Digitales Living By Numbers Mix)

aus der Single Sleep On The Left Side/Brimful Of Asha (1998)
- The Dysfunctional Psychedelic Waltons
  - Payback Time (Jacques Lu Cont’s Thin White Duke Mix)

aus der Single Payback Time (2003)
- The Faint
  - The Conductor (Thin White Duke Mix)

vom Album Danse Macabre Remixes (2003)
- Fischerspooner
  - Just Let Go (Thin White Duke Mix)
  - Just Let Go (Thin White Duke Radio Mix)

vom Album Odyssey (2005)
- Gerling
  - Dust Me Selecta (Jacques Lu Cont Remix)

vom Album When Young Terrorists Chase the Sun (2001)
- Gwen Stefani
  - What You Waiting For? (Jacques Lu Cont’s Radio Mix)

vom Album Love. Angel. Music. Baby. (2004)
- - 4 In The Morning (Jacques Lu Cont’s Thin White Duke Mix)
  - 4 In The Morning (Jacques Lu Cont’s Thin White Duke Dub)
  - 4 In The Morning (Jacques Lu Cont’s Thin White Duke Edit)

vom Album The Sweet Escape (2006)
- Juliet
  - Avalon (Jacques Lu Cont Versus Remix)
  - Avalon (Jacques Lu Cont Radio Edit)
  - Ride The Pain (Jacques Lu Cont Thin White Duke Mix)

vom Album Random Order (2005)
- The Killers
  - Mr. Brightside (Jacques Lu Cont’s Thin White Duke Mix)
  - Mr. Brightside (Jacques Lu Cont’s Thin White Duke Dub)
  - Mr. Brightside (Jacques Lu Cont’s Thin White Duke Short Version)
  - Mr. Brightside (Jacques Lu Cont’s Thin White Duke Short Version with Intro)

vom Album Hot Fuss (2004)
- - When You Were Young (Jacques Lu Cont’s Thin White Duke Mix)
  - When You Were Young (Jacques Lu Cont’s Thin White Duke Dub)
  - When You Were Young (Jacques Lu Cont’s Thin White Duke Radio Edit)

aus der Single When You Were Young (2006)
- - Human (Thin White Duke Club Mix)
  - Human (Thin White Duke Edit)
  - Human (Thin White Duke Dub)

- - Flesh And Bone (Jacques Lu Cont Remix)

vom Album Battle Born (2012)
- Madonna
  - Erotica (The Confessions Tour Version)

vom Album Erotica (1992)
- Missy Elliott
  - Lose Control (Jacques Lu Cont’s Thin White Duke Mix)
  - Lose Control (Jacques Lu Cont’s Thin White Duke Dub)
  - Lose Control (Jacques Lu Cont’s Thin White Duke Edit)

vom Album The Cookbook (2005)
- The Music
  - Bleed From Within (Thin White Duke Mix)
  - Bleed From Within (Thin White Duke Dub)

von der EP Bleed from Within (2004)
- New Order
  - Jetstream (Jacques Lu Cont Remix)
  - Jetstream (Jacques Lu Continuous Dub)

aus der Single Jetstream (2005)
- Scissor Sisters
  - Filthy/Gorgeous (Paper Faces Vocal Edit)

vom Album Scissor Sisters (2004)
- - I Don’t Feel Like Dancin’ (Paper Faces Mix)

vom Album Ta Dah (2006)
- Starsailor
  - Tell Me It’s Not Over (feat. Brandon Flowers) (Thin White Duke Mix)

vom Album All The Plans (2009)